# Nucleus ventralis anterolateralis
Nucleus ventralis anterolateralis („bauchseitiger, vorn-seitlicher Kern“) ist ein Kerngebiet des Thalamus, einer Struktur des Zwischenhirns (Diencephalon). Er ist ein Bestandteil von Kontrollschleifen, die Bewegungsabläufe regulieren. 
Unter diesem Kerngebiet werden der Nucleus ventralis anterior (VA) und der Nucleus ventralis lateralis (VL) zusammengefasst. 
Es handelt sich um einen sogenannten spezifischen Kern des Thalamus. Dieser Kern stellt eine Verbindung zwischen den entwicklungsgeschichtlich älteren motorischen Regionen des Gehirns, wie dem Kleinhirn und den Basalganglien, mit den motorischen Bezirken der Großhirnrinde dar. 
Zuführende Nervenfasern (Afferenzen) erhält der Kern z. B. von den Kernen des Kleinhirns, vom Globus pallidus und von der Substantia nigra. Diese Zentren spielen eine große Rolle bei der Modulierung und Feinabstimmung von Bewegungen. Aus dem Nucleus ventralis anterolateralis herausführende Nervenfasern (Efferenzen) leiten zum primär motorischen Cortex und zum prämotorischen Cortex des Großhirns. Dort werden dann Bewegungen letztlich ausgelöst.